# Stazione di Casteldarne
Stazione di Casteldarne vasútállomás Olaszországban, Trentino-Alto Adige régióban, Chienes településen.

## Vasútvonalak
Az állomást az alábbi vasútvonalak érintik:
- Puster-völgyi vasútvonal

## Kapcsolódó állomások
A vasútállomáshoz az alábbi állomások vannak a legközelebb: 
- Stazione di Vandoies
- Stazione di San Lorenzo